# Фавье, Жюстен
Жюстен Фавье (фр. Justin Favier; 1846, Ландремон — 1928) — французский учёный. Заведовал библиотекой в Нанси. Современники считали его несколько холодным и нелюдимым человеком.
Напечатал:
- «La Biblioth èque d’un maître échevin de Metz au commencement du XVI s.» (1885);
- «Le Collège S.-Benin de la cité d’Aoste dirigé par des professeurs lorrains 1643—1748» (1888);
- «Moeurs et usages des étudiants de l’Université de Pont-à-Mousson, 1572—1768» (1878);
- «Nouvelle étude sur l’Université de Pont-à -Mousson» (1881)

и много заметок в:
- «Journal de la Soci été d’Archéologie lorraine»,
- «Mémoires» того же общества,
- «Revue historique»,
- «Revue r étrospective».